# Anticlea nigrofasciata
Anticlea nigrofasciata là một loài bướm đêm trong họ Geometridae.